# The Light That Has Lighted the World
«The Light That Has Lighted the World» es una canción del músico británico George Harrison, publicada en su álbum de estudio Living in the Material World (1973). La canción es vista como una declaración sobre la incomodidad de Harrison con la atención que le brindó ser un antiguo miembro de The Beatles, y contó con una aportación destacada del músico de sesión británico Nicky Hopkins. Antes de la publicación del álbum con el título definitivo, se barajó la posibilidad de usar el título de la canción para nombrar el álbum.

## Personal
- George Harrison: voz, guitarra acústica, guitarra slide y coros.
- Nicky Hopkins: piano
- Gary Wright: armonio
- Klaus Voormann: bajo
- Jim Keltner: batería